# Бучацький районний архів
Архівний відділ Бучацької районної державної адміністрації — регіональна державна архівна установа, що здійснює приймання, опис і зберігання документів з Бучача починаючи з 1939 року до сьогодення.

## Історія
Архів утворений у листопаді 1939 р.
У роки Другої світової війни не функціонував. У квітні 1944 р., після звільнення району від німецько-фашистських загарбників, відновив свою роботу.
У березні 1992 року установа набула статусу архівного відділу Бучацької районної державної адміністрації.

## Фонди
Нині в архівному відділі нараховується 218 фондів, 38170 справ Національного архівного фонду, з них 7181 справа — документи особового складу (ліквідовані фонди).

## Керівництво
- Іштван Іван Петрович,
- Гуцуляк Стефанія Григорівна,
- Шмілик Галина Федорівна,
- Гуцуляк Леся Михайлівна,
- Шпотак Леся Михайлівна.